# Ariel (litterär figur)
Ariel är en litterär figur som förekommer i William Shakespeares Stormen.
Ariel är en luftande som tjänar trollkarlen Prospero. Prospero har en gång räddat Ariel från häxan Sycorax, detta håller han nu emot anden för att upprätthålla Ariels lydnad gentemot honom. Ariel fungerar som Prosperos ögon och öron och besitter den magiska förmågan att framkalla storm (därav pjäsens namn).
Ariel betyder Guds eld eller Guds lejon, anledningen till att Shakespeare valde detta namn är okänt, men paralleller till den bibliske karaktären Jesaja har ibland dragits. I sentida judendom är det namnet på en ängel och i medeltida demonologi namn på en vattenande. Även hos Goethes Faust förekommer en luftande med namnet Ariel.
I Per Åhlins animerade tolkning av pjäsen, Resan till Melonia, gestaltas Ariel som en stormfågel.
Ariel har även namngivit en av Uranus månar (se Ariel (måne)) och är också namnet på en sjöjungfru i Disneyfilmen Den lilla sjöjungfrun, som dock är baserad på en saga av H.C. Andersen.